# Kisgéres
Kisgéres (szlovákul: Malý Horeš) község Szlovákiában, a Kassai kerület Tőketerebesi járásában.

## Fekvése
Királyhelmectől 4 km-re, délnyugatra fekszik.

## Története
A régészeti leletek tanúsága szerint területén már a korai bronzkorban éltek emberek.
A mai települést 1214-ben Királyhelmec határbejárási jegyzőkönyvében említik először „Gures” alakban, ekkor még csak mint pusztát említették. Zemplén várának tartozéka volt Gerus néven, melyet IV. Béla király Péter fiainak: Igenernek és Ambrusnak adományozott.
1403-tól a Pálócziaké. Kisgéres (Kysgeres) néven 1411-ben szerepel első ízben okiratban. 1419-ben az Imreghi és más nemes családoké. 1489-től részben a leleszi prépostság faluja volt, részben a Perényi, Báthori, Daróczi és Károlyi családoké. 1557-ben 5 és fél portája adózott. A 16. század közepén lakói reformátusok lettek.
1715-ben 9 lakatlan és 17 lakott háza állt. Régi fatemploma a 18. században tönkrement, helyette 1772-ben építettek imaházat és iskolamesteri lakást. 1784-ben épült fel az új református templom, tornyát 1795-ben építették. 1787-ben 81 háza és 670 lakosa volt.
A 18. század végén Vályi András így ír róla: „Kis Géres. Magyar falu Zemplén Vármegyében, földes Ura a’ Lelészi Uradalom, lakosai reformátusok, fekszik Nagy Géresnek, és Királyi Helmetznek szomszédságában, határja két nyomásbéli felette nyirkos, melly jó búzát terem, erdője kitsiny, réttye kevés, lakosai Király Helmeczi szőlőben szoktak munkálódni.”
1828-ban 153 házában 1131 lakos élt. 1865-ben hatalmas tűzvész pusztított a faluban, melynek a templom is áldozatul esett. A következő évben mind a templomot, mind a tanítói lakot újjáépítették. Lakói mezőgazdasággal és szőlőtermesztéssel foglalkoztak.
Fényes Elek 1851-ben kiadott geográfiai szótárában így ír a faluról: „Kis-Géres, magyar falu, Zemplén vmegyében, Király-Helmeczhez nyugotra 1/2 mfdnyire: 3 római kath., 1072 ref., 6 zsidó lak. Ref. anyaszentegyház. Szántófölde 906 hold, s bő termékenységü; rétje, erdeje kevés. F. u. többen.”
Borovszky Samu monográfiasorozatának Zemplén vármegyét tárgyaló része szerint: „Kisgéres, bodrogközi magyar kisközség 263 házzal és 1354 református vallású lakossal. Postája és távírója Királyhelmecz, vasúti állomása Perbenyik. Már a leleszi prépostság alapító-levele említi Vitalis nevű birtokosát. 1214-ben még puszta volt s akkor nyerte a Kis jelzőt is. Ez időtájt Gyueres alakban találjuk feljegyezve. Zemplén várának tartozéka volt, melyet IV. Béla, Gerus néven, Péter fiainak: Agenak, Igenernek és Ambrusnak adományoz. Majd a XIII. században a Rozádiv család lesz az ura, de 1403-ban a Pálócziaké. 1419-ben Imreghi Andrást és Cseke Györgyöt, 1458-ban Pálóczi Lászlót, hét évvel később Bacskai Istvánt és Tárkányi Istvánt iktatják birtokba; de 1489-ben a leleszi prépostság is részesedik benne. 1505-ben Szennyesi Tamást, 1510-ben Bánffi Pétert, Eödönffi Imrét, Dobó Zsófiát, Gerendi Lászlót és Czékei Jánost találjuk itt. Az 1598-iki összeírás egyedül Báthory Istvánt említi birtokosául. Utána Nyáry István következett, de 1609-ben a Daróczyaknak is van benne részük. 1747-ben Dravetzky Lászlót, 1779-ben pedig Károlyi Antalt iktatják itt birtokba. Újabb korban s ezidőszerint is birtokosa a leleszi prépostság. 1868-ban, 69-ben, 90-ben és 1903-ban nagyobb tűzvész pusztított a községben. Református temploma 1758-ban épült. Ide tartoznak Viktor és Pusztakeresztúr tanyák, mely utóbbinak a neve Christur elpusztult község emlékét tartja fenn. Ez a község már 1214 előtt említtetik Huntó ispán birtokaként, ki azt Boleszló váczi püspöknek adományozza. Említve van azután egy 1263-iki határjáró-levélben is. Géres határában feküdt hajdan Bodoló község is, melyről már 1254-ben történik említés. A XV. század közepén a Sztritheieké és a Buttkai Bodaiaké. Tíz évvel később már praedium és SerédiGáspár az ura. 1570-ben Kistárkányi Boda Ozsvátot és Móré Gáspárt, 15 évvel később pedig Joó Jánost iktatják birtokába. Ez időtájt Knini Boinithith Györgynek is van itt birtoka. Határában a Tatártemetés nevű dűlőhöz szájhagyomány fűződik, hogy t. i. Batu kán hordái itt gyilkolták volna rakásra az akkori környékbeli lakosságot.”
1920-ig Zemplén vármegye Bodrogközi járásához tartozott. 1920. június 4-én a trianoni békediktátum a Csehszlovák Köztársasághoz csatolta. Az I. bécsi döntés révén 1938 és 1944 között visszakerült egy időre Magyarországhoz. 1940-ben kezdődött meg az Oncsa utca építése. A faluból behívott katonai szolgálatot teljesítő férfiak 1941-tól részt vettek a hadműveletekben (Délvidék megszállása és harcok a Szovjetunió területén). A front és ezzel a szovjet csapatok megszállása 1944. november 26-án érte el Kisgérest, a falu területén harci cselekmény nem történt. A párizsi békeszerződés aláírásával 1947. február 10-én a falu újra Csehszlovákiához került.

## Népessége
| Év:            | 1994. | 2004.   | 2014.   | 2024.   |
| -------------- | ----- | ------- | ------- | ------- |
| Emberek száma: | 1178  | 1112    | 1113    | 1068    |
| Eltérés:       |       | -5,60 % | +0,08 % | -4,04 % |

| Év:            | 2023. | 2024.   |
| -------------- | ----- | ------- |
| Emberek száma: | 1073  | 1068    |
| Eltérés:       |       | -0,46 % |

1910-ben 1245-en, kizárólag magyar anyanyelvűek lakták (1245 fő: 100%). Felekezeti megoszlása nem volt ennyire egységes, reformátusnak 1093 (87,8%), római katolikusnak 66 (5,3%), izraelitának 65 (5,2%), míg görög katolikus vallásúnak 21 fő (1,7%) vallotta magát. 
2001-ben 1149 lakosából 1098 magyar és 49 szlovák volt.
2011-ben 1112 lakosából 1039 magyar és 69 szlovák volt.

## Nevezetességei
- Református temploma 1784-ben épült, tornyát 1795-ben készítették. 1866-ban újjáépítették.
- A község nevezetessége ugyancsak a föld alatt csillag alakban elágazó borospince-komplexum, amely 79 bejáratból és hozzávetőleg 300 pincetorokból áll, zömmel vulkáni tufába faragva.[7]
- Határában a bennszülött (endemikus) magyar- és Zimmermann-kökörcsin (Pulsatilla hungarica; P. zimmermannii) védett lelőhelye, valamint a szikes-mocsaras Géresi rétek NATURA 2000 területen az ugyancsak bennszülött (endemikus) hernyópázsit (Beckmannia eruciformis) lelőhelye található.[7]